# رودي بيمبرتون
رودي بيمبرتون هو لاعب كرة قاعدة دومينيكاني، ولد في 17 ديسمبر 1969 في سان بيدرو دي ماكوريس في جمهورية الدومينيكان.

## وصلات خارجية
- رودي بيمبرتون على موقع دوري كرة القاعدة الرئيسي (الإنجليزية)
- رودي بيمبرتون على موقع الدوري الياباني لكرة القاعدة (الإنجليزية)
- رودي بيمبرتون على موقعبيزبول رفرنس.كوم (الدوري الرئيسي) (الإنجليزية)
- رودي بيمبرتون على موقعبيزبول رفرنس.كوم (الدوري الثانوي) (الإنجليزية)
- رودي بيمبرتون على موقع إي إس بي إن.كوم (أم.أل.بي) (الإنجليزية)
- رودي بيمبرتون على موقع مشجعي الرسوم البيانية (الإنجليزية)